# Matthew Watkins
Matthew Watkins (Newport, 2 settembre 1978 – 7 marzo 2020) è stato un rugbista a 15 britannico, internazionale per il Galles, che giocava nel ruolo di tre quarti centro.
Ha indossato la maglia della Nazionale gallese per la prima volta il 15 febbraio 2003 contro l'Italia (30-22 per gli italiani).
Si è ritirato alla fine della stagione di Celtic League 2010-11
Il 20 maggio 2013 venne annunciato che Watkins soffriva di una rara forma di cancro al bacino, che lo ha condotto alla morte circa sette anni dopo, all'età di 41 anni.